# Bev Priestman
Beverly « Bev » Priestman, né le 29 avril 1986 à Consett au Royaume-Uni, est une entraîneuse anglaise de football.

## Biographie
Priestman est l’un des entraîneurs-adjoints de John Herdman quand Herdman est l’entraîneur-chef de l’équipe du Canada féminine de soccer. Elle est aussi l’entraîneuse-chef de l’équipe du Canada féminine des moins de 17 ans pendant deux éditions de la coupe du monde féminine de football des moins de 17 ans, ainsi que l’entraîneur-chef de l’équipe féminine des moins de 15 ans et de l’équipe féminine des moins de 20 ans.
De 2018 à 2020, Priestman est l’entraîneur-adjoint de l’équipe d'Angleterre féminine de football par Phil Neville. Pendant ce passage, Priestmen est aussi l’entraîneur-chef de l’équipe d'Angleterre féminine des moins de 18 ans.
Le 28 octobre 2020, l’association canadienne de soccer nomme Priestman le nouvel entraîneur-chef de l’équipe du Canada féminine de soccer. Elle remplace Kenneth Heiner-Møller, qui quitte sa fonction le 10 juin 2020.

### Controverse
Le 25 juillet 2024, elle est suspendue des Jeux olympiques de Paris  par le Comité olympique canadien. L’entraîneuse a été remerciée en raison d'espionnage par drone de deux entraînements d'équipes adverses. À la suite de cette affaire, le 27 juillet, la Fifa annonce retirer six points aux joueuses de football canadiennes en amont de leur premier match aux Jeux olympiques de Paris 2024. En novembre, Canada Soccer a annoncé qu'après qu'une enquête externe ait révélé que Priestman et l'entraîneuse adjointe Jasmine Mander avaient ordonné, approuvé et toléré les actions de l'assistant Joey Lombardi, qui avait fait voler un drone lors d'une séance d'entraînement en Nouvelle-Zélande fermée au public, elle et ses deux assistantes ne reviendraient pas à leurs postes,.

## Vie personnelle
Priestman est mariée à Emma Humphries (en), ancien membre de l’équipe de Nouvelle-Zélande.